# Бенгазі (муніципалітет)
31°40′ пн. ш. 20°33′ сх. д. / 31.667° пн. ш. 20.550° сх. д.
Бенгазі (араб بنغازي‎) — муніципалітет в Лівії. Адміністративний центр — місто Бенгазі. Площа — 11 372 км². Населення — 670 797 осіб (2006).

## Географічне розташувння
На півночі і заході Бенгазі омивається водами Середземного моря. Усередині країни межує з такими муніципалітетами:: Ель-Мардж (схід), Ель-Вахат (південь).
Бенгазі є частиною історичної області Киренаїки.